# Spinnhaus (Hamburg)

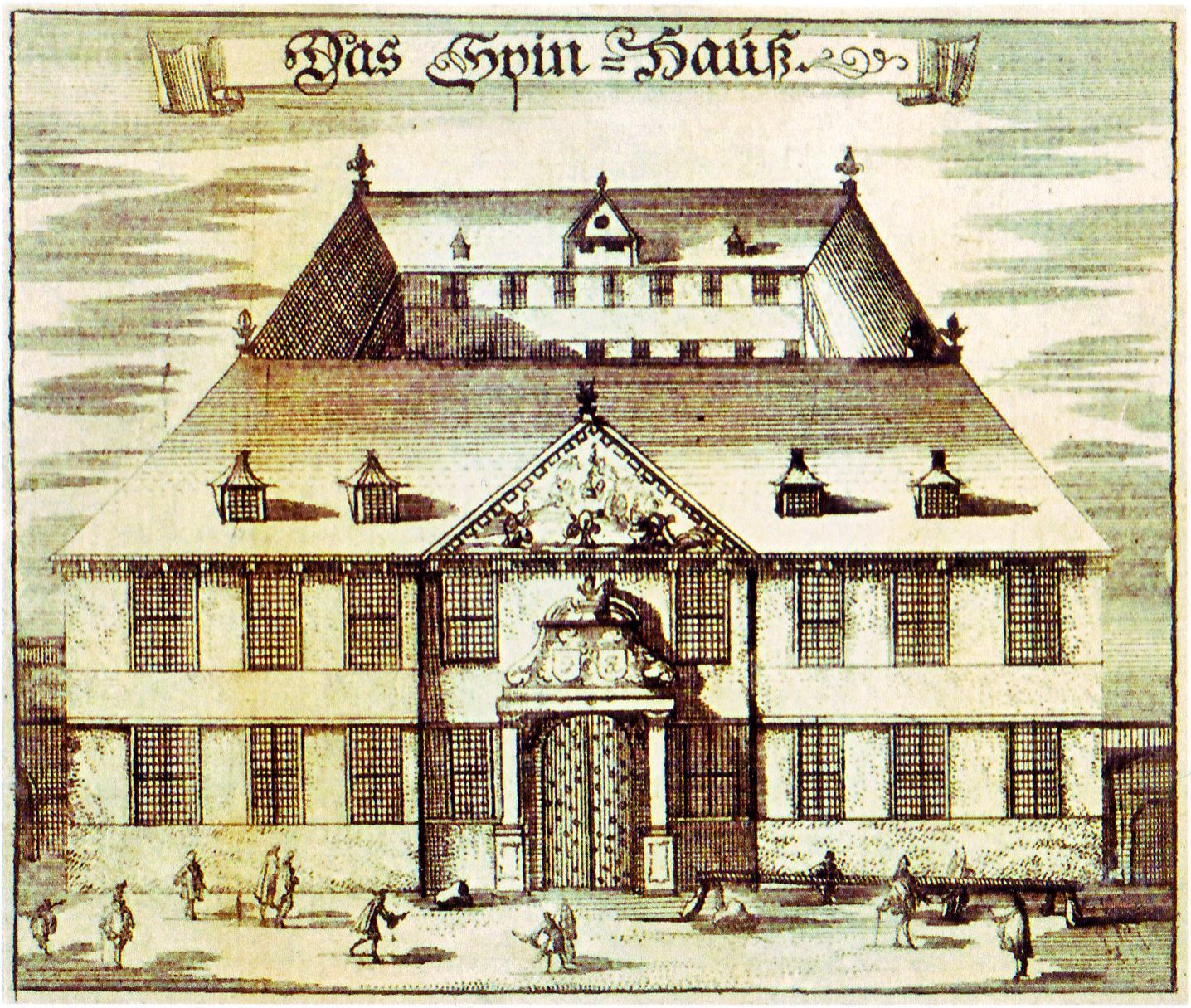
Spinnhaus um 1690, Kupferstich von F. Ladomin

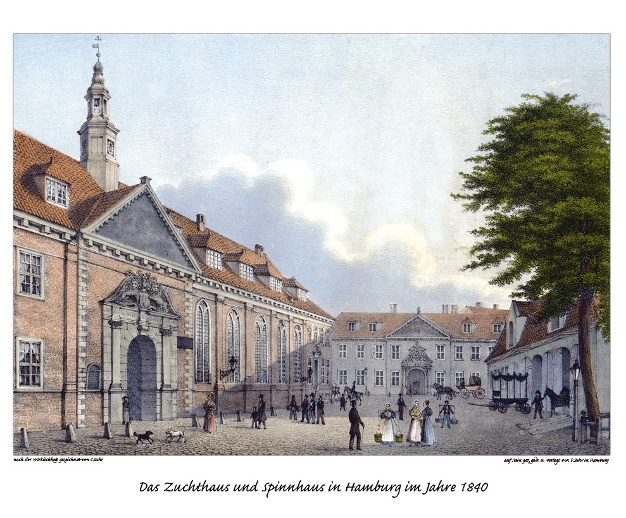
Werk- und Zuchthaus (links), Spinnhaus (Draufsicht) und Herrenstall (rechts) am Alstertor, Aquarell von Peter Suhr, 1840

Das Spinnhaus in Hamburg war eine von 1669 bis 1842 bestehende Strafanstalt. Das Gebäude lag in der Altstadt an der Zuchthausstraße beim Alstertor, neben dem 1618 eingeweihten Werk- und Zuchthaus, nördlich des Pferdemarkts, dem heutigen Gerhart-Hauptmann-Platz. Ursprünglich diente es, wie alle Spinnhäuser, der Unterbringung von Prostituierten im Sinne einer Besserungsanstalt, die in dem Hause tatsächlich mit Spinnen beschäftigt wurden. Bereits einige Jahre später nutzte man die Einrichtung „für Criminal-Verbrecher beiderlei Geschlechts“.
Der Bau geht zurück auf eine Stiftung des Hamburger Ratsherren Peter Rentzel aus dem Jahr 1660 und wurde von dem Baumeister Hans Hamelau errichtet. Durch Sammlungen und Legate konnte das Spinnhaus mehrfach erweitert werden. Mit der umfassenden Strafvollzugsänderung während der Hamburger Franzosenzeit von 1806 bis 1814 wurde es unter der Bezeichnung maison de reclusion zum Gefängnis der an die französische Regierung übergebenen „schweren Gefangenen“. Beim Großen Brand 1842 brannte das Gebäude ab.

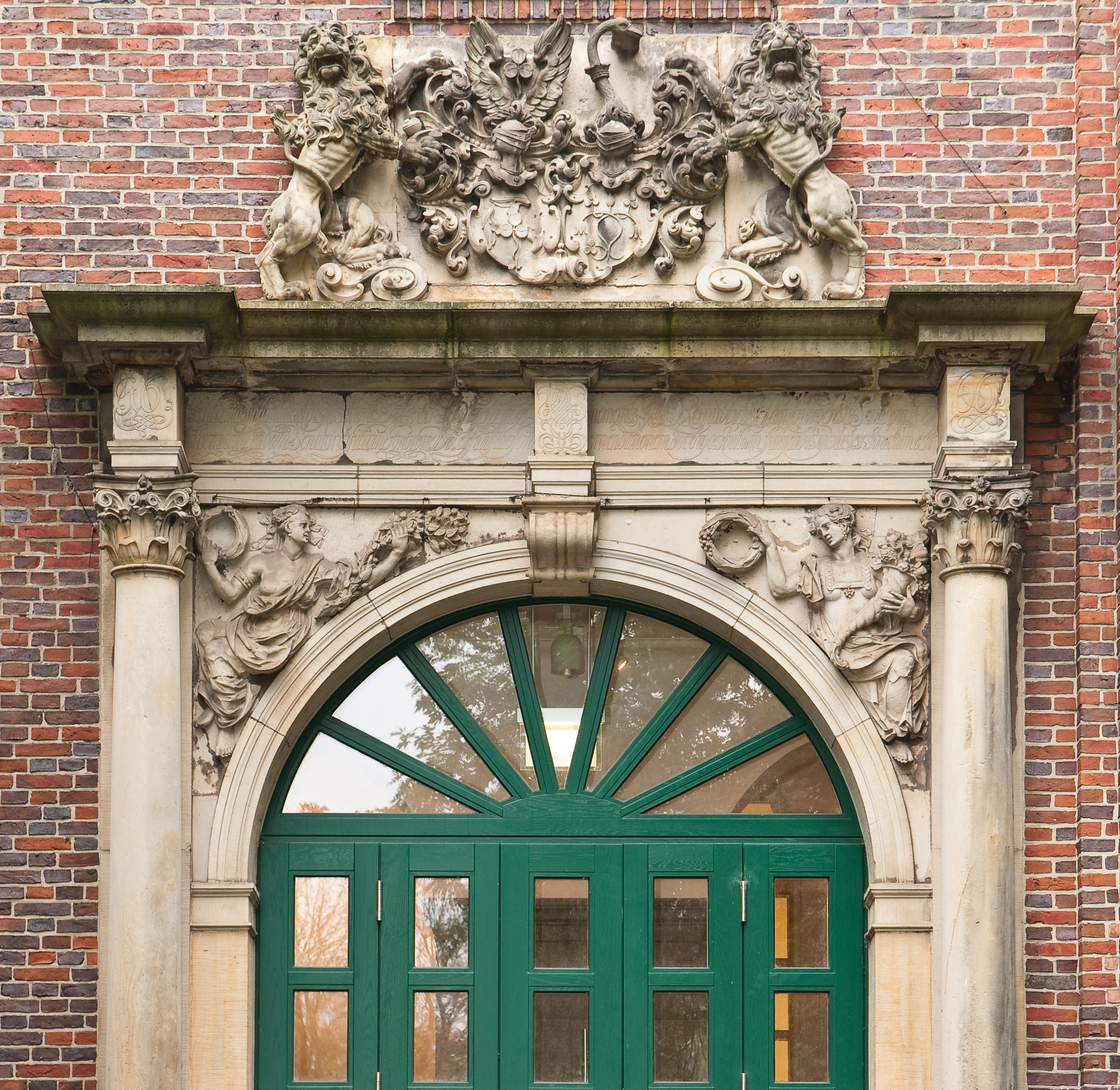
Portal des Spinnhauses an der Fassade des Museums für Hamburgische Geschichte

Erhalten blieb das Sandstein-Portal des Spinnhauses, es wurde an der Süd-West-Fassade des Museums für Hamburgische Geschichte als Architekturfragment einbezogen. Zwei korinthische Säulen bilden die seitlichen Begrenzungen und zwei weibliche Zwickelfiguren oberhalb des Türbogens halten Kränze als Attribute für besonders ausgezeichnete Bürger. Oberhalb ist das Familienwappen des Stifterehepaars Peter und Anna Maria Rentzel angebracht, das von zwei Löwen gehalten wird.
Die ins Deutsche übersetzte lateinische Inschrift über dem Portal lautet: Nach dem letzten Willen des Herrn Peter Rentzel seligen Angedenkens, beider Rechte Licentiaten und Ratsherrn des hamburgischen Freistaates, Sohnes von Hermann, der gleichfalls Rathsherr war, ist zur Ehre Gottes und zur Besserung der Übelthäter dieses Spinnhaus auf seine Kosten erbauet worden.